# فيستوبيرت
فيستوبيرت بالفرنسية: Festubert)‏ هي بلدية تقع في إقليم باد كاليه من منطقة نور با دو كاليه في شمال فرنسا. تبلغ مساحة هذه المدينة 7.64 (كم²)، وترتفع عن سطح البحر 20 م، يبلغ عدد سكانها 1120 نسمة حسب إحصاء المعهد الوطني للإحصاء والدراسات الاقتصادية سنة 2009 م. وترأس Jean-Marie Douvry البلدية خلال فترة (2008-2014).